# Ctenochira rufipes
Ctenochira rufipes là một loài tò vò trong họ Ichneumonidae.